# Phosphatidylinositol-5-phosphate
Un phosphatidylinositol-5-phosphate (abrégé PtdIns(5)P ou PI5P) est l'une des sept classes de phosphoinositides des membranes cellulaires des eucaryotes, c'est-à-dire un dérivé phosphorylé de phosphatidylinositols. Son rôle physiologique est cependant moins bien compris.